# Trần Công Phàn
Trần Công Phàn (sinh năm 1960) là một chính trị gia và chính khách người Việt Nam. Ông hiện là Phó Bí thư Đảng ủy, Phó chủ tịch thường trực Hội Luật Gia Việt Nam, Đại biểu Quốc hội khoá XV (2021-2026), Ủy viên Đoàn chủ tịch Liên hiệp Hội Việt Nam khoá VIII, Ủy viên Đoàn Chủ tịch Ủy ban Trung ương MTTQ Việt Nam khóa X (2024-2029), Ủy viên Hội đồng tuyển chọn, giám sát thẩm phán quốc gia. Ông nguyên là Phó Viện trưởng Viện kiểm sát nhân dân tối cao Việt Nam, Chủ tịch Hội đồng Khoa học Viện kiểm sát nhân dân tối cao.. Ông từng là Phó Chủ tịch Ủy ban nhân dân tỉnh Khánh Hòa.

## Xuất thân
Ông sinh năm 1960, quê quán ở xã Mỹ Hà, huyện Mỹ Lộc, tỉnh Nam Định.

## Giáo dục
Ông có bằng Tiến sĩ Luật.
Năm 2017, ông là ứng viên đạt tiêu chuẩn Phó giáo sư ngành Khoa học An ninh Tội phạm học và Điều tra tội phạm của Học viện Cảnh sát nhân dân được đề nghị xét tiếp ở Hội đồng Chức danh giáo sư ngành Khoa học An ninh.

## Sự nghiệp
Năm 1989, ông gia nhập Đảng Cộng sản Việt Nam.
Sáng ngày 23 tháng 7 năm 2008, ông được Hội đồng nhân dân tỉnh Khánh Hòa khóa 4 bầu giữ chức vụ Phó Chủ tịch Ủy ban nhân dân tỉnh Khánh Hòa nhiệm kì 2004-2009. Lúc này ông là Ủy viên Ban chấp hành Đảng bộ tỉnh Khánh Hòa, có trình độ Tiến sĩ Luật, cao cấp lí luận chính trị Đảng Cộng sản Việt Nam. Trước đó, ông giữ chức Vụ trưởng Vụ hợp tác quốc tế thuộc Viện kiểm sát nhân dân tối cao, Phó Viện trưởng Viện Phúc thẩm 1.
Ngày 18 tháng 8 năm 2008, ông được Thủ tướng Nguyễn Tấn Dũng phê chuẩn chức vụ Phó Chủ tịch Ủy ban nhân dân tỉnh Khánh Hòa nhiệm kỳ 2004-2009 theo Quyết định 1118/QĐ-TTg.
Ông giữ chức vụ Phó Chủ tịch Ủy ban nhân dân tỉnh Khánh Hòa đến tháng 1 năm 2010.
Từ tháng 7 năm 2013 đến tháng 6 năm 2020, ông là Ủy viên Ban Cán sự Đảng Cộng sản Việt Nam, Phó Viện trưởng Viện kiểm sát nhân dân tối cao.
Ngày 13 tháng 4 năm 2015, Chủ tịch nước Việt Nam Trương Tấn Sang ký Quyết định bổ nhiệm chức danh Kiểm sát viên Viện kiểm sát nhân dân tối cao cho Trần Công Phàn, Phó Viện trưởng VKSNDTC.
Ngày 13 tháng 9 năm 2019, ông được bầu làm Phó Chủ tịch Hội Luật gia Việt Nam khóa 13.